# Fanny Alving
Fanny Maria Alving, de soltera Lönn, (Ytterselö, Södermanland, 23 de octubre de 1874-Estocolmo, 2 de junio de 1955) fue una novelista sueca que empleó los seudónimos "Fanny Norrman" y "Ulrik Uhland".

## Biografía
Fanny Alving nació en Ytterselö, provincia de Södermanland, el 23 de octubre de 1874. Sus padres eran el capitán August Lönn y Erika Charlotta Persdotter Jonsson. Asistió a la Palmgrenska Samskolan en Estocolmo, primer colegio mixto de Escandinavia, donde se matriculó en 1893. Desde 1898 a 1905 estuvo casada con el estadista Sven Norrman y a partir del año 1906, con el lingüista y educador Hjalmar Alving. La periodista Barbro Alving (Bang) fue su hija.
Viajó a Noruega, Dinamarca y otros países europeos. Fue corresponsal en el consulado griego en Malmö entre los años 1894 y 1898. Después trabajó en el periódico Strix en Estocolmo hasta 1901, donde firmaba sus artículos como "Maja X". Como novelista, utilizó el seudónimo "Ulrik Uhland", aunque también llegó a emplear su nombre: "Fanny Norrman" mientras duró el matrimonio con Sven Norrman, y, posteriormente, Fanny Alving.
Alving fue de los pocos suecos de su época en introducir a la gente corriente local como personajes de sus historias. Su novela negra Josefssons på Drottninggatan ("Los Josefsson en la calle de la Reina) no sólo incluye a gente de Estocolmo sino que, además, muestra a la primera detective sueca, Jullan Eriksson.

## Obras
Publicadas bajo el seudónimo "Ulrik Uhland"
- Skärgårdsflirt,, novela, 1905.
- Aurores bröllopsresor, novela, 1906
- Carl Michael Bellman och Ulla Winblad: en roman från den gamla goda tiden ("Carl Michael Bellman y Ulla Winblad: una novela de los buenos viejos tiempos"), novela, 1907.
- Fröken från Västervik ("Señorita de Västervik"), novela, 1907
- Baronerna på Sjöberga ("Barones de Sjöberga"), novela, 1908.
- Skandalhuset ("La casa del escándalo"), novela, 1911.
- Juvelerna på Gårda ("Las joyas de Gårda"), novela, 1914.

Publicadas bajo el nombre "Fanny Norrman"
- Galläpplen och paradisäpplen (lit. "Agallas y manzanas del paraíso"), poemario, 1901.
- Andra visboken, 1915.
- Brita från Österby ("Brita de Österby"), novela, 1914.

Publicadas bajo el nombre "Fanny Alving"
- På avigsidan ("En el otro lado"), novela, 1918.
- Josefssons på Drottninggatan ("Los Josefsson en la calle de la Reina"), novela, 1918.
- Familjen von Skotte ("La familia Von Skotte"), novela, 1922.